# Catedral de San Pedro (Bandung)
La Catedral de San Pedro (en indonesio: Gereja Katedral Bandung o bien Katedral Santo Petrus) es una catedral católica en Bandung. Está situada en Jalan Merdeka, en el país asiático de Indonesia. El edificio fue diseñado por Wolff Schoemaker en estilo neogótico. 
La Catedral de Bandung tiene una superficie de 2.385 m² y un área de construcción de 785 m². El primer edificio de la iglesia fue nombrada San Regis Francisco el 16 de junio de 1895. Después de que Bandung recibió el estatus de gemeente (municipio) en 1906, se decidió construir un nuevo edificio para la iglesia. La construcción del nuevo edificio se inició en 1921. La construcción fue terminada en 1922 y la nueva catedral fue bendecida el 19 de febrero de 1922 por Monseñor E. Luypen. Es la catedral de la diócesis de Bandung.